# Neoscaptia unipunctata
Neoscaptia unipunctata är en fjärilsart som beskrevs av Rothschild 1912. Neoscaptia unipunctata ingår i släktet Neoscaptia och familjen björnspinnare. Inga underarter finns listade i Catalogue of Life.